# Aéroport de North Spirit Lake
L'aéroport de North Spirit Lake est un aéroport situé en Ontario, au Canada.